# Alexander Sitkowetski
Alexander Sitkowetski (russisch Александр Ситковетский, wiss. Transliteration Aleksandr Sitkovetskij; * 1983 in Moskau) ist ein russischer Violinist. Er ist der Neffe von Dmitri Sitkowetski.

## Biografie
Er wurde ab sechs Jahren von seinem Onkel ausgebildet und studierte später in London an Yehudi Menuhins Schule und in Meisterklassen mit Maxim Vengerov.
Sitkowetski trat erstmals 1991 auf und spielte mehrere Platten ein. Er trat auch in bekannten Konzerthallen auf, darunter die Royal Festival Hall und die Queen Elizabeth Hall. Er spielte auch auf Menuhins Beerdigung. Von der Fachzeitschrift The Strad wurde Alexander Sitkowetski als „Star des neuen Jahrhunderts“ bezeichnet.
Seit 2007 spielt Alexander Sitkowetski zusammen mit der Pianistin Wu Qian und dem Cellisten Leonard Elschenbroich im Sitkovetsky-Trio.

## Diskografie
- 2004: Mendelssohn, Panufnik, Takemitsu, J. S. Bach. Alexander Sitkovesky, Violin; Dmitry Sitkovetsky, New European Strings Chamber Orchestra